# Victor Kirchen
Pour les articles homonymes, voir Kirchen.
Victor Kirchen (né le 9 juin 1898 à Biwer et mort le 5 septembre 1970 à Bonnevoie-Sud,) est un coureur cycliste luxembourgeois. Professionnel entre 1925 et 1929, il s'est classé deuxième de son championnat national à trois reprises. Il a également participé à une édition du Tour de France.

## Palmarès et résultats

### Palmarès par année
- 1927
  - 3e du championnat du Luxembourg sur route
- 1928
  - 2e du championnat du Luxembourg sur route
- 1929
  - 2e du championnat du Luxembourg sur route

### Résultats sur le Tour de France
1 participation
- 1925 : abandon (7e étape)